# Onthophagus castetsi
Onthophagus castetsi är en skalbaggsart som beskrevs av Lansberge 1887. Onthophagus castetsi ingår i släktet Onthophagus och familjen bladhorningar. Inga underarter finns listade i Catalogue of Life.